# Schinkel 04
Schinkel 04 (offiziell: Sportverein Schinkel 04 e. V.) war ein Sportverein aus dem Osnabrücker Stadtteil Schinkel. Die erste Fußballmannschaft spielte sechs Jahre in der erstklassigen Gauliga Niedersachsen bzw. Weser-Ems.

## Geschichte
Der Verein wurde am 19. Juni 1904 als TV Friesen Schinkel gegründet. Im Jahre 1936 musste der TV Friesen mit dem TV 1919 Schinkel, DJK Blau-Weiß 1920 Born und dem VfB Schinkel zur SG Schinkel 04 fusionieren. Zwei Jahre später kam es zur Fusion mit dem Osnabrücker FV 06 zur TuSG Schinkel 04, die nach dem Zweiten Weltkrieg aufgelöst wurde. Als Nachfolger wurde der SV Fortuna Osnabrück gegründet. Im Jahre 1946 kam es zur Spaltung in SV Schinkel 04 und VfB Schinkel. Zum 1. Juli 2005 wurde der Verein Schinkel 04 im Zuge einer Verschmelzung zur Aufnahme aufgelöst. Die Mitglieder schlossen sich der TSG Burg Gretesch an.

### Osnabrücker FV 06
Sportlich war der Osnabrücker FV 06 der erfolgreichste Verein, der in der Saison 1920/21 sowie von 1922 und 1929 in der höchsten westfälischen Spielklasse mitspielte. Den größten Erfolg erreichten die 06er in der Saison 1926/27, als die Mannschaft den dritten Platz der Gruppe West hinter Borussia Rheine und Preußen Münster belegte. Zwei Jahre später verpasste die Mannschaft die Qualifikation für die eingleisige Westfalenliga und blieb zweitklassig. Heimspielstätte des Osnabrücker FV 06 war das Stadion an der Buerschen Straße mit 15.000 Plätzen.

### TuSG Schinkel 04
Nach der Fusion zur TuSG Schinkel 04 übernahm der neue Verein das Stadion an der Buerschen Straße als Spielstätte sowie einen Großteil der Spieler des VfB Schinkel, die sich gerade auf einem sportlichen Höhenflug befanden. Gleich in der ersten Saison 1938/39 gelang der Aufstieg in die Gauliga Niedersachsen. In der Aufstiegsrunde konnten sich die Schinkeler sich gegen den Bremer SV und Teutonia Uelzen durchsetzen. In der Gauliga belegte die Mannschaft zumeist Mittelfeldplatzierungen, sorgte aber immer wieder für Überraschungen. Gleich in der Saison 1939/40 schlugen die Schinkeler Werder Bremen mit 1:0. In der Saison 1941/42 folgte ein 6:6 gegen Werder Bremen sowie ein 4:3-Sieg über den VfL Osnabrück. Aber es gab auch hohe Niederlagen wie ein 1:10 gegen Wilhelmshaven 05 in der Saison 1942/43. In der Zeit bis zum Ende des Zweiten Weltkriegs galt die TuSG Schinkel 04 als „heimlicher Liebling“ der Osnabrücker. Dennoch stand der Verein bei Kriegsende vor einer ungewissen Zukunft. 60 Prozent von Schinkel wurde zerstört, während das Stadion einer Erweiterung der Klöckner-Werke weichen musste.

### SV Schinkel 04
Im Jahre 1947 gehörten die Schinkeler zu den Gründungsmitgliedern der Landesliga Weser/Ems und qualifizierte sich zwei Jahre später für die Amateuroberliga Niedersachsen-West. 1952 stieg die Mannschaft aus dieser ab und musste zwei Jahre später auch aus der Amateurliga 2 absteigen. Im Jahre 1957 konnte Schinkel 04 nochmal in die ein Jahr zuvor neu geschaffene Amateurliga 8 aufsteigen. Mit dem Abstieg im Jahre 1963 verschwand der Verein in der Bezirksklasse. 1970 stiegen die Schinkeler in die Bezirksliga auf und kehrten nach zwei Jahren wieder zurück. 1977 stieg die Mannschaft in die Kreisliga ab. Zwischen 1980 und 1986 sowie von 1989 bis 1995 spielten die Schinkeler noch einmal in der Bezirksklasse und mussten 1996 den Gang in die 1. Kreisklasse antreten. Dem Wiederaufstieg von 1997 folgte der direkte Wiederabstieg. Die letzte Saison 2004/05 als eigenständiger Verein beendeten die Schinkeler in der 1. Kreisklasse Osnabrück-Stadt auf Platz zehn.

## Persönlichkeiten
- Reinhard Haseldiek
- Eduard Sausmikat
- Ralf von Diericke